# Râul Vladnic
Pârâul Vladnic este un curs de apă din Republica Moldova, afluent de stânga al râului Prut. Vegetația din albia râul este reprezentată de  stuf Phragmites australis, Typha angustifolia, Alisma plantago-aquatica, Catabrosa aquatica, Typha latifolia, Galium palustre și Lycopus europaeus.